# Калфа (Молдова)
Вижте пояснителната страница за други значения на Калфа.
Калфа (на румънски: Calfa) е село на 8 км североизточно от Бендери в Новоаненски район на Молдова. То е административен център на Община Калфа, включваща още и село Нова Калфа (Calfa noi).

## География
Селото е разположено на надморска височина 77 м при река Днестър.

## История
Останки от българско ранносредновековно укрепено селище при Калфа са открити на носа, образуван на брега на езерото Бик от север и река Бик от изток, на 4 км от вливането ѝ в Днестър. Селището е защитено със землен вал, замлено-дървени укрепления и ров и е идентично с другите български фортификации в тази епоха. Обитаването му е датирано към втората половина на VIII до X век, когато тази територия е в границите на Първото Българско царство. В поселението са открити останки от две ковачници, мелници, грънчарници, фрагменти керамика и др.

## Население
По данни от преброяването в 2004 г. в село Калфа живеят 1600 души – 774 мъже и 826 жени.